# Cătălin Itu
Cătălin Mihai Itu (Dej, 26 ottobre 1999) è un calciatore rumeno, centrocampista del Krumovgrad.

## Caratteristiche tecniche
Interno di centrocampo, è solito svolgere compiti di impostazione, dotato di una buona tecnica,visione di gioco e senso della posizione nasce come centrocampista centrale ma si sa adattare sia come mediano che come trequartista

## Carriera
Cresciuto nel settore giovanile del CFR Cluj, ha esordito in prima squadra il 19 maggio 2019 disputando l'incontro valido per i play-off di Liga I perso 1-0 contro l'FCSB.

## Statistiche
Statistiche aggiornate al 24 gennaio 2023.

### Presenze e reti nei club
| Stagione                 | Squadra             | Campionato      | Campionato | Campionato | Coppe nazionali | Coppe nazionali | Coppe nazionali | Coppe continentali | Coppe continentali | Coppe continentali | Altre coppe | Altre coppe | Altre coppe | Totale | Totale | Totale |
| Stagione                 | Squadra             | Comp            | Pres       | Reti       | Comp            | Pres            | Reti            | Comp               | Pres               | Reti               | Comp        | Pres        | Reti        | Pres   | Reti   |        |
| ------------------------ | ------------------- | --------------- | ---------- | ---------- | --------------- | --------------- | --------------- | ------------------ | ------------------ | ------------------ | ----------- | ----------- | ----------- | ------ | ------ | ------ |
| 2018-2019                | CFR Cluj            | L1              | 1          | 0          | CR              | 0               | 0               |                    | -                  | -                  |             | -           | -           | 1      | 0      |        |
| 2019-2020                | CFR Cluj            | L1              | 33         | 4          | CR              | 0               | 0               | UCL                | 0                  | 0                  | SR          | 1           | 0           | 34     | 4      |        |
| 2020-2021                | CFR Cluj            | L1              | 24         | 3          | CR              | 0               | 0               | UCL+UEL            | 2+3                | 0                  | SR          | 0           | 0           | 29     | 3      |        |
| set. -dic. 2021          | Dinamo Bucarest     | L1              | 13         | 0          | CR              | 2               | 0               |                    | -                  | -                  |             | -           | -           | 15     | 0      |        |
| ago. 2021-gen.-giu. 2022 | CFR Cluj            | L1              | 3          | 0          | CR              | 0               | 0               | UCL+UEL            | 0+1                | 0                  | SR          | 0           | 0           | 4      | 0      |        |
| 2022-gen. 2023           | CFR Cluj            | L1              | 0          | 0          | CR              | 0               | 0               | UCL+UECL           | 0                  | 0                  | SR          | 0           | 0           | 0      | 0      |        |
| Totale Cluj              | Totale Cluj         | Totale Cluj     | 61         | 7          |                 | 2               | 0               |                    | 6                  | 0                  |             | 1           | 0           | 83     | 7      |        |
| gen.-giu. 2023           | FC Politehnica Iași | L2              | 12         | 2          | CR              | 0               | 0               | -                  | -                  | -                  | -           | -           | -           | 12     | 2      |        |
| Totale carriera          | Totale carriera     | Totale carriera | 86         | 9          |                 | 4               | 0               |                    | 6                  | 0                  |             | 1           | 0           | 97     | 9      |        |

## Palmarès

### Club

#### Competizioni nazionali
- Campionato rumeno: 4

CFR Cluj: 2018-2019, 2019-2020, 2020-2021, 2021-2022
- Supercoppa di Romania: 1

CFR Cluj: 2020
- Liga II: 1

FC Politehnica Iași: 2022-2023